# Chloroclystis hypodela
Pasiphilodes hypodela là một loài bướm đêm trong họ Geometridae.